# Glenn Loovens
Glenn Loovens (Doetinchem, 22 settembre 1983) è un ex calciatore olandese, di ruolo difensore.

## Carriera

### Club
Inizia a giocare nelle giovanili degli olandesi del Feyenoord. Dopo aver debuttato in prima squadra, disputando un paio di partite, viene ceduto in prestito a diverse squadre nei Paesi Bassi, fino al 2005 quando lascia l'Olanda e va a giocare in Inghilterra, nella squadra gallese del Cardiff City, militante in Championship, che lo acquista dal Feyenoord per 375,000 euro.
Durante il mercato estivo del 2008 viene acquistato a titolo definitivo dagli scozzesi del Celtic per una somma che si aggira attorno ai 2,5 milioni di sterline.
Dopo 4 anni trascorsi nel club scozzese nel luglio 2012 viene ingaggiato dagli spagnoli del Real Saragozza, club con il quale firma un contratto biennale.
Il 3 dicembre 2013 si trasferisce allo Sheffield Wednesday a parametro zero.

### Nazionale
Vanta numerose presenze con l'Under-21 olandese.

## Statistiche

### Presenze e reti nei club
Statistiche aggiornate al 12 febbraio 2019.
| Stagione              | Squadra               | Campionato            | Campionato | Campionato | Coppe nazionali | Coppe nazionali | Coppe nazionali | Coppe continentali | Coppe continentali | Coppe continentali | Altre coppe | Altre coppe | Altre coppe | Totale | Totale |
| Stagione              | Squadra               | Comp                  | Pres       | Reti       | Comp            | Pres            | Reti            | Comp               | Pres               | Reti               | Comp        | Pres        | Reti        | Pres   | Reti   |
| --------------------- | --------------------- | --------------------- | ---------- | ---------- | --------------- | --------------- | --------------- | ------------------ | ------------------ | ------------------ | ----------- | ----------- | ----------- | ------ | ------ |
| 2004-gen. 2005        | Feyenoord             | ED                    | 6          | 0          | CO              | 0               | 0               | CU                 | 3                  | 0                  | -           | -           | -           | 9      | 0      |
| gen.-giu. 2005        | De Graafschap         | ED                    | 11         | 0          | CO              | -               | -               | -                  | -                  | -                  | -           | -           | -           | 11     | 0      |
| 2005-2006             | Cardiff City          | FLC                   | 33         | 2          | FACup+CdL       | 1+2             | 0               | -                  | -                  | -                  | -           | -           | -           | 36     | 2      |
| 2006-2007             | Cardiff City          | FLC                   | 30         | 1          | FACup+CdL       | 2+0             | 0               | -                  | -                  | -                  | -           | -           | -           | 32     | 1      |
| 2007-2008             | Cardiff City          | FLC                   | 36         | 0          | FACup+CdL       | 6+1             | 0               | -                  | -                  | -                  | -           | -           | -           | 43     | 0      |
| ago. 2008             | Cardiff City          | FLC                   | 1          | 0          | FACup+CdL       | 0+1             | 0               | -                  | -                  | -                  | -           | -           | -           | 2      | 0      |
| Totale Cardiff City   | Totale Cardiff City   | Totale Cardiff City   | 100        | 3          |                 | 13              | 0               |                    | -                  | -                  |             | -           | -           | 113    | 3      |
| ago. 2008-2009        | Celtic                | SPL                   | 17         | 3          | SC+CdL          | 1+3             | 0+1             | UCL                | 2                  | 0                  | -           | -           | -           | 23     | 4      |
| 2009-2010             | Celtic                | SPL                   | 20         | 3          | SC+CdL          | 2+0             | 0               | UCL+UEL            | 4+4                | 0                  | -           | -           | -           | 30     | 3      |
| 2010-2011             | Celtic                | SPL                   | 13         | 1          | SC+CdL          | 2+3             | 0               | UCL+UEL            | 2+1                | 0                  | -           | -           | -           | 21     | 1      |
| 2011-2012             | Celtic                | SPL                   | 11         | 1          | SC+CdL          | 1+0             | 0               | UEL                | 4                  | 0                  | -           | -           | -           | 16     | 1      |
| Totale Celtic         | Totale Celtic         | Totale Celtic         | 61         | 8          |                 | 12              | 1               |                    | 17                 | 0                  |             | -           | -           | 90     | 9      |
| 2012-2013             | Real Saragoza         | PD                    | 21         | 0          | CR              | 3               | 0               | -                  | -                  | -                  | -           | -           | -           | 24     | 0      |
| 2013-2014             | Sheffield Weds        | FLC                   | 22         | 0          | FACup+CdL       | 4+0             | 0               | -                  | -                  | -                  | -           | -           | -           | 26     | 0      |
| 2014-2015             | Sheffield Weds        | FLC                   | 26         | 0          | FACup+CdL       | 1+1             | 0               | -                  | -                  | -                  | -           | -           | -           | 28     | 0      |
| 2015-2016             | Sheffield Weds        | FLC                   | 31+3       | 0          | FACup+CdL       | 1+3             | 0               | -                  | -                  | -                  | -           | -           | -           | 38     | 0      |
| 2016-2017             | Sheffield Weds        | FLC                   | 32+2       | 1          | FACup+CdL       | 1+0             | 0               | -                  | -                  | -                  | -           | -           | -           | 35     | 1      |
| 2017-2018             | Sheffield Weds        | FLC                   | 20         | 0          | FACup+CdL       | 3+0             | 0               | -                  | -                  | -                  | -           | -           | -           | 23     | 0      |
| Totale Sheffield Weds | Totale Sheffield Weds | Totale Sheffield Weds | 131+5      | 1          |                 | 14              | 0               |                    | -                  | -                  |             | -           | -           | 150    | 1      |
| 2018-2019             | Sunderland            | FL1                   | 11         | 0          | FACup+CdL       | 0               | 0               | -                  | -                  | -                  | FLT         | 2           | 0           | 13     | 0      |
| Totale carriera       | Totale carriera       | Totale carriera       | 346        | 12         |                 | 42              | 1               |                    | 20                 | 0                  |             | 2           | 0           | 410    | 13     |

### Cronologia presenze e reti in Nazionale
| Cronologia completa delle presenze e delle reti in nazionale ― Paesi Bassi | Cronologia completa delle presenze e delle reti in nazionale ― Paesi Bassi | Cronologia completa delle presenze e delle reti in nazionale ― Paesi Bassi | Cronologia completa delle presenze e delle reti in nazionale ― Paesi Bassi | Cronologia completa delle presenze e delle reti in nazionale ― Paesi Bassi | Cronologia completa delle presenze e delle reti in nazionale ― Paesi Bassi | Cronologia completa delle presenze e delle reti in nazionale ― Paesi Bassi | Cronologia completa delle presenze e delle reti in nazionale ― Paesi Bassi |
| Data                                                                       | Città                                                                      | In casa                                                                    | Risultato                                                                  | Ospiti                                                                     | Competizione                                                               | Reti                                                                       | Note                                                                       |
| -------------------------------------------------------------------------- | -------------------------------------------------------------------------- | -------------------------------------------------------------------------- | -------------------------------------------------------------------------- | -------------------------------------------------------------------------- | -------------------------------------------------------------------------- | -------------------------------------------------------------------------- | -------------------------------------------------------------------------- |
| 5-9-2009                                                                   | Enschede                                                                   | Paesi Bassi                                                                | 3 – 0                                                                      | Giappone                                                                   | Amichevole                                                                 | -                                                                          |                                                                            |
| 11-8-2010                                                                  | Donec'k                                                                    | Ucraina                                                                    | 1 – 1                                                                      | Paesi Bassi                                                                | Amichevole                                                                 | -                                                                          | 84’                                                                        |
| Totale                                                                     |                                                                            | Presenze                                                                   | 2                                                                          |                                                                            | Reti                                                                       | 0                                                                          |                                                                            |

## Palmarès

### Club

#### Competizioni nazionali
- Campionato scozzese: 1

Celtic: 2011-2012
- Coppa di Lega scozzese: 1

Celtic: 2008-2009
- Coppa di Scozia: 1

Celtic: 2010-2011